# Alapadna
Alapadna là một chi bướm đêm thuộc họ Noctuidae.

## Các loài
- Alapadna micropis Hampson, 1926
- Alapadna pauropis Turner, 1902